# Tom Morris Sr

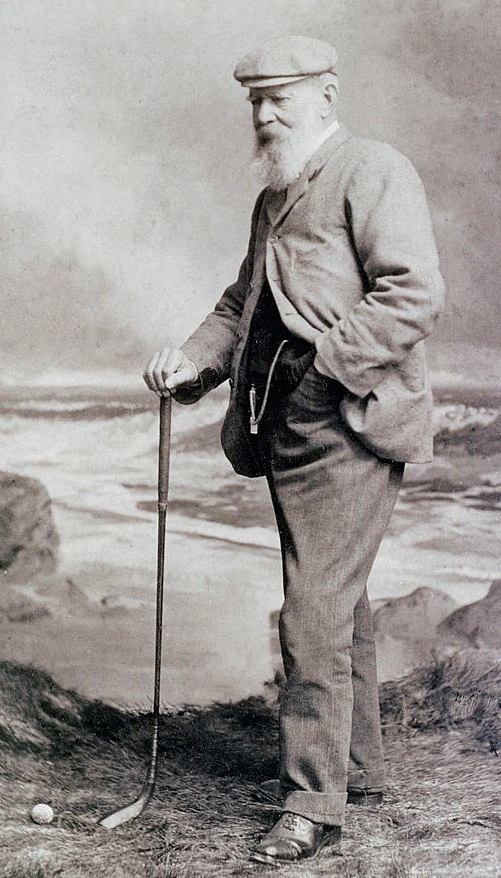
Old Tom Morris.

Tom Morris Sr, även kallad Old Tom Morris, född 1821 i St. Andrews, död där 1908, var en skotsk golfspelare.
Morris föddes i golfens hemstad St. Andrews och både han och hans son Tom Morris Jr räknas som pionjärerna inom professionell golf.
Morris var lärling hos bollmakaren Allan Robertson, som betraktas som den förste professionelle golfspelaren, där han arbetade som fjäderbollmakare, greenkeeper, klubbtillverkare och banarkitekt. Utöver sina sysslor spelade han även golftävlingar. Morris och Robertson blev ett radarpar inom foursome och var i det närmaste oslagbara. Vid övergången från fjäderboll till guttaperkaboll uppstod en brytning mellan de båda. Robertson var en av de största tillverkarna av fjäderbollar men Morris föredrog den nya bollen.
Morris kom tvåa efter Willie Park i den första upplagan av The Open Championship 1860 och vann året efter. Han följde upp detta med segrar 1862, 1864 och 1867. Han har fortfarande rekordet som den äldste segraren, 46 år, i tävlingens historia och han har även rekordet över den största segermarginalen, 13 slag 1862.
Bland de golfbanor som Morris har designat finns bland annat Muirfield, Prestwick och Carnoustie.
Morris har hedrats genom att det 18:e hålet på Old Course i St. Andrews bär hans namn. Han avled efter ett fall i en trappa på en golfklubb.
| Majorsegrare genom tiderna                                                                                     |       |               |               |                  |
| 200 olika spelare har vunnit i herrarnas majortävlingar. Tom Morris Sr var den 2:a spelaren som vann en major. |       |               |               |                  |
| 1:a |       | 2:a           | 3:e           | 200:e            |
| Willie Park Sr                                                                                                 | [[ ]] | Tom Morris Sr | Andrew Strath | Louis Oosthuizen |
| Lista över golfens majorsegrare                                                                                |       |               |               |                  |